# Юстин де Якобис
Юстин де Якобис (итал.  Giustino de Jacobis, 9 октября 1800, Сан-Феле, Базиликата — 31 июля 1860, Массауа) — святой Римско-Католической Церкви, миссионер из католического монашеского ордена лазаристов, первый ординарий апостольского викариата Абиссинии и титулярный епископ Нилополя.

## Биография
17 октября 1818 года вступил в монашеский орден лазаристов. В 1820 году он принял монашеские обеты. 12 июня 1824 года Юстин де Якобис был рукоположён в священника. Некоторое время служил священником в Ории и Монополи, затем он был назначен настоятелем монахов в Неаполе.
В 1839 году Святой Престол назначил Юстина де Якобиса ординарием апостольской префектуры Абиссинии. После восьмилетней миссионерской деятельности в Абиссинии Юстин де Якобис был назначен ординарием апостольского викариата Абиссинии. В 1847 году провёл пасхальное богослужение в Алитене; был назначен титулярным епископом Нилополя. Первое время он отказывался от рукоположения в епископа и в 1849 году принял епископский сан.
Во время своей деятельности в Абиссинии Юстин де Якобис подвергался многочисленным гонениям со стороны местных властей. Несмотря на преследования Юстин де Якобис основывал многочисленные католические миссии и школы на территории современных Эфиопии и Эритреи, способствуя образованию будущей Эфиопской католической церкви.
Юстин де Якобис умер 31 июля 1866 года в Эритрее.

## Прославление
25 июля 1939 года папа Пий XII причислил Юстина де Якобиса к лику блаженных и в 1975 году папа Павел VI причислил его к лику святых.
День памяти в Католической церкви — 31 июля. На родине святого Юстина де Якобиса в городе Сан-Феле ежегодно 30 — 31 июля проводятся местное празднество, посвящённое святому.